# Marquês de Carisbrooke

Brasão do Marquês Alexander Mountbatten.

Marquês de Carisbrooke é um título criado no Pariato do Reino Unido em 1917 para o Príncipe Alexander de Battenberg, filho mais velho da Princesa Beatriz do Reino Unido (quinta e última filha da Rainha Victoria) e do Príncipe Heinrich de Battenberg. Na época, Alexander também trocou seu sobrenome, que passou a ser Mountbatten, uma forma anglicizada de Battenberg. Este título tornou-se extinto com a morte do marquês em 1960, porque ele não produziu um herdeiro homem.
O Marquês detinha os títulos subsidiários de Conde de Berkhampsted e Visconde Launceston.

## Marqueses de Carisbrooke (1917)
- Alexander Mountbatten, 1° Marquês de Carisbrooke (1886-1960)